# 8224 Fultonwright
8224 Fultonwright (1996 PE) là một tiểu hành tinh vành đai chính được phát hiện ngày 6 tháng 8 năm 1996 bởi P. G. Comba ở Prescott.